# Syndactylactis meridionalis
Espèce
Syndactylactis meridionalis est une espèce de la famille des Cerianthidae.

## Systématique
Le nom valide complet (avec auteur) de ce taxon est Syndactylactis meridionalis Leloup, 1942.

## Publication originale
- Leloup E., 1942. Larves de Cérianthaires appartenant a trois espèces nouvelles. Bulletin du Musée Royal d'Histoire Naturelle de Belgique 18 (34): 1-16